# Fundación José Manuel Lara

La Fundación José Manuel Lara es una institución privada sin ánimo de lucro creada en 1992 y dedicada a la difusión de la cultura, el fomento de la lectura y el apoyo a la educación. Fundada por el que fuese presidente del Grupo Planeta y Atresmedia Corporación, José Manuel Lara Bosch, y presidida por José Manuel Lara García, tiene su sede en Sevilla.

## Actividades
- Actividades de fomento de la lectura y la creación literaria como el concurso 'Mi libro preferido' en Andalucía,[2] Castilla y León,[3] Asturias, Galicia,[4] Ceuta[5] y Melilla; el concurso 'Enseñamos a leer' para premiar a los mejores proyectos educativos de impulso a la lectura,[6] premios[7] o donaciones de libros.[8]
- Becas y ayudas monetarias a alumnos de Mairena del Alcor[9] y El Pedroso.[10]
- Programa Lecxit de mentoría lectora para alumnos en situación de vulnerabilidad.[11]
- Programas educativos de carácter social.[12]
- Eventos y exposiciones relacionados con las letras y las artes.[13][14][15]

## Actividad editorial
El proyecto editorial de la Fundación José Manuel Lara se inicia en 2002 y se lleva a cabo a través de la colección Vandalia de Poesía, que difunde poesía contemporánea de autores andaluces y de otras comunidades; de la Biblioteca Clásicos Andaluces, con ediciones críticas de autores de la literatura española y universal; de la colección Ciudades Andaluzas en la Historia y de distintos premios literarios organizados por la propia institución (Premio de Novela Felipe Trigo, Premio Iberoamericano de Poesía Hermanos Machado, convocado con el Ayuntamiento de Sevilla, los premios Antonio Domínguez Ortiz de Biografías y Manuel Alvar de Estudios Humanísticos, convocados con la Fundación Cajasol).